# Uti vår hage (album)
Uti vår hage är ett musikalbum utgivet på skivbolaget Naxos.
Skivan var ”Månadens skiva” i juni 2008 och sålde guld redan före utgivningsdagen. Produktionen är ett samarbete mellan Sveriges Körförbund och Naxos och är en presentation av sommarmusik med några av Sveriges bästa körer.

## Låtlista
1. Den blomstertid nu kommer
  - Text: Johan Olof Wallin, Britt G Hallqvist
  - Musik: Israel Kolmodin
  - Arr: Mikael Paulsson
  - Kör: Kammarkören Sångkraft
  - Dirigent: Leif Åkesson
2. Fjäriln vingad
  - Text: Carl Michael Bellman
  - Musik: Carl Michael Bellman
  - Arr: Wilhelm Peterson-Berger
  - Kör: Erik Westbergs Vokalensemble
  - Dirigent: Erik Westberg
3. Under rönn och syren
  - Text: Zacharias Topelius
  - Musik: Herman Palm
  - Kör: Lunds Studentsångförening
  - Dirigent: Mats Paulson
4. Uti vår hage
  - Folkvisa
  - Arr: Hugo Alfvén
  - Kör: Helsingborgs kammarkör
  - Dirigent: Christian Schulze
5. Visa från Utanmyra
  - Text: Olof von Dalin
  - Folklig melodi
  - Arr: Henrik Bergion
  - Kör: Da Capo
  - Ackompanjemang: Henrik Bergions trio
  - Dirigent: Gunilla Frödén
6. Tonernes flugt
  - Text: Henrik Hertz
  - Musik: Halfdan Kjerulf
  - Arr: Wilhelm Peterson-Berger
  - Kör: Erik Westbergs Vokalensemble
  - Dirigent: Erik Westberg
7. Ute blåser sommarvind
  - Text: Samuel Hedborn
  - Musik: Alice Tegnér
  - Arr: Gunnar Eriksson
  - Kör: Stella, Solvieg Ågrens kammarkör
  - Dirigent: Solvieg Ågren
8. En sommarafton (Över skogen över sjön)
  - Text: Adolf Fredrik Lindblad
  - Musik: Adolf Fredrik Lindblad
  - Kör: Falu Kammarkör
  - Dirigent: Tony Margeta
9. Berusa er
  - Text: ur Höga Visan
  - Musik: Sten Källman
  - Kör: Sångensemblen Amanda
10. Shall I compare thee to a summer’s day
  - Text: William Shakespeare
  - Musik: Nils Lindberg
  - Kör: Kammarkören Sångkraft
  - Dirigent: Leif Åkesson
11. Bluesette
  - Text: Hans Alfredson och Tage Danielsson
  - Musik: Toots Thielemans
  - Arr: Roger Rådström
  - Kör: Bara Vox
12. Så skimrande var aldrig havet
  - Text: Evert Taube
  - Musik: Evert Taube
  - Arr: Anders Edenroth
  - Kör: Sundsvalls kammarkör
  - Dirigent: Kjell Lönnå
13. Havet
  - Text: Vilhelm Ekelund
  - Musik: Gösta Nystroem
  - Kör: Radiokören
  - Dirigent: Peter Dijkstra
14. Sommarpsalm (En vänlig grönskas rika dräkt)
  - Text: Carl David af Wirsén
  - Musik: Waldemar Åhlén
  - Kör: Falu Kammarkör
  - Dirigent: Tony Margeta
15. Pingst
  - Text: Oscar Levertin
  - Musik: Oskar Lindberg
  - Kör: Östgöta Kammarkör
  - Dirigent: Hans Lundgren
16. Musik
  - Text: Vilhelm Ekelund
  - Musik: Hugo Hammarström
  - Kör: Vokalensemblen Les Jolies
17. Österlensvisan (Ge mig en dag)
  - Text: Olle Adolphson
  - Skotsk melodi
  - Arr: Gunnar Eriksson
  - Kör: Stella, Solvieg Ågrens kammarkör
  - Dirigent: Solvieg Ågren
18. Blommande sköna dalar
  - Text: Zacharias Topelius
  - Musik: August Enderberg
  - Kör: Sångsällskapet NS
  - Dirigent: Lars-Erik Gottlander
19. I denna ljuva sommartid
  - Text: Paul Gerhardt, Britt G Hallqvist
  - Musik: Anders Öhrwall
  - Kör: Östgöta Kammarkör
  - Dirigent: Hans Lundgren
20. Fragancia
  - Text: Evert Taube
  - Musik: Evert Taube
  - Arr: Robert Sund
  - Kör: Orphei Drängar
  - Piano: Folke Alin
  - Dirigent: Robert Sund